# Vente d'organes
 (juillet 2016).
La vente d'organes consiste à vendre ses organes, par opposition au don d'organes ou au trafic d'organes. [Information douteuse]

## Débats

### Partisans
Selon les partisans de la vente d'organes, le fait d'autoriser la vente libre d'organes permettrait la suppression du marché noir et des vols d'organes ce qui améliorerait les conditions sanitaires.
Selon certains libertariens, l'interdiction à la vente d'organes est une atteinte à la liberté de chacun de disposer de son corps. Chaque individu a le droit fondamental d'utiliser son corps, d'en tirer profit et d'en abuser (en se droguant, en se suicidant, en se mutilant, etc.). Cependant cela implique que l'individu assume ses responsabilités et donc qu'il n'en fasse pas supporter le coût à la communauté par la sécurité sociale. Selon ce point de vue, les lois punissant la vente d'organes sont donc des lois illégitimes en regard des droits naturels. Ils ajoutent que le fait que le don d'organes nécessite une autorisation signifie bien que l'individu est propriétaire de son corps
Selon certains points de vue dits utilitaristes, les donneurs d'organes sont de 10 à 40 pour un million d'habitants, ce qui est insuffisant et condamne à mort ceux qui ne peuvent se les procurer autrement. Légaliser le marché inciterait plus de donneurs à se manifester et permettrait de sauver des vies. Toutefois, le raisonnement utilitariste a pu mener aux conclusions inverses : ainsi, le don permettrait, selon certaines études, d'obtenir plus que la vente (cela a été démontré notamment à propos du don du sang).

### Opposants
Les arguments contre la vente d'organes sont ceux qui ont mené à son interdiction. Notamment, des questions d'éthique où les opposants considèrent que les organes ne sont pas une « marchandise comme une autre ». L'International Transplantation Society déclarait ainsi dès 1970 : « la vente d'organes d'un donneur vivant ou mort n'est en aucun cas justifiable ». L'Organisation mondiale de la santé en 1991 a adopté une position similaire : « Le corps humain et les parties du corps humain ne peuvent faire l'objet de transactions commerciales ».

#### États-Unis
En 2015, David Daleiden du The Center for Medical Progress a monté une fausse entreprise biomédicale  nommée Biomax Procurement Services, afin d'enquêter sur la vente d'organes secrète de tissus/organes avortés de fœtus par l'organisation Planned Parenthood.

#### France
En France, la philosophie du droit des contrats s'oppose au concept de vente d'organes, puisque le corps humain est légalement placé hors du commerce.

## Trafic d'organes
Le trafic d'organes constitue le côté illégal de la vente d'organes, avec souvent, l'absence d'accord éclairé du « donateur ». La presse et plusieurs ONG se font régulièrement l'écho de l'existence d'un marché noir de la vente d'organes.